# Colleretto Giacosa
Colleretto Giacosa és un comune (municipi) de la ciutat metropolitana de Torí, a la regió italiana del Piemont, situat a uns 40 quilòmetres al nord de Torí. A 1 de gener de 2019 la seva població era de 573 habitants.
Colleretto Giacosa limita amb els següents municipis: Samone, Loranzè, Pavone Canavese, Parella i San Martino Canavese.